# 臺北市內湖區西湖國民小學
臺北市立西湖國民小學，簡稱西湖國小、西小，位於台灣台北市內湖區環山路一段25號。設立於1978年。

## 歷史
- 1978年8月1日，台北市立西湖國民小學成立，為內湖區的第一所新學校。由創始校長林勝澤擔任校長。
- 1981年8月，第一二期校舍工程完工驗收，從內湖國小搬遷回來。
- 1987年，第三、四期校舍工程完工驗收，林聖澤校長調任龍山國小，由劉哲三校長接手管理。
- 1996年5月，校內活動中心啟用並開放舉辦活動。[1]
- 1997年，彭新維校長接手管理西湖國小，成立歌仔戲社團。
- 2003年，林麗仙校長到任管理。
- 2004年8月1日起，因鄰近內湖科技園區湧入眾多外籍人士、歸國學人返台就職，西湖國小奉台北市市長馬英九決定，增設「雙語教育班」。[2]
- 2010年，林麗仙校長調到健康國小任職，校長由汪明芳先生接任。
- 2018年，汪明芳校長調到南湖國小任職，校長由李三煌先生接任。
- 2021年正式拆除了忠孝樓，並在原址規劃了小田園。

## 歷任校長
- 林勝澤（創校校長）
- 劉哲三
- 彭新維
- 林麗仙
- 汪明芳
- 李三煌

## 學區
- 西湖里、西康里（19-26鄰）、西安里（1-12鄰）。
- 西湖、麗山國小共同學區：麗山里（15、16鄰）。
- 文湖、西湖國小共同學區：西康里（17鄰）。

## 班級
除設普通班以外，另設西湖國小資優班、資源班、雙語教育班，並設有284童軍團，歌仔戲等社團。

## 社會事件影響
2016年3月28日，台北市內湖區一名4歲劉姓女童（小名「小燈泡」）於西湖國小附近被主嫌王景玉砍殺死亡，造成該校學童與家長恐慌，曾有消息指出王嫌當時曾打算翻入西湖國小，西湖國小學生當時也表示王嫌曾在圍牆外窺探遊蕩。案發過後，民眾在西湖國小靠近操場外牆繫上黃絲帶並在地上佈滿鮮花來悼念劉姓女童。

## 外部連結
- 官方网站
- 台北西湖國小：坐而言不如起而行 開啟尋找天賦之旅